# Солнечная линия
«Солнечная линия» — российский фильм режиссёра Бориса Хлебникова по одноимённой пьесе Ивана Вырыпаева.
Фильм не выходил в прокат, премьера состоялась 2 января 2022 года на платформах КиноПоиск и KION.

## Сюжет
Конец новогодней ночи. Пять утра. Типовая панелька. Кухня. Проводив гостей и убирая со стола остатки праздничного ужина, муж (Андрей Бурковский) и жена (Юлия Пересильд), которые живут вместе семь лет, начинают выяснять отношения, высказывая друг другу накопленную неудовлетворённость.
Муж замечает, что весной закончится ипотека, и можно наконец вздохнуть свободней, начать жить для себя, теперь можно подумать и о ребёнке. Жена обиженно замечает, что ей уже 40, и о ребёнке следовало бы подумать лет семь назад. Он поясняет что-то про груз ответственности, она заводится, он пытается отмахнуться, она обвиняет его в нежелании слушать, он её — в эгоизме. Словесные пружины сжимаются, взаимные нападки становятся всё острее.
Семейный скандал — война, в которой то поводом, то оружием становятся обиды, раздражение, страсть, непонимание, недоверие и упрямство. 
Жена говорит, как однажды утром смотрела на спящего мужа, и вдруг упавший из окна солнечный луч разделил его тело на две части. И она подумала, что одну его часть она любит, а быть с другой ей невыносимо, и непонятно, что делать. Совершат ли они попытку услышать друг друга?

## О фильме
Юлия Пересильд и Андрей Бурковский, играющие в фильме, играют в спектакле на основе той же пьесы, на момент съёмок три года идущем в Центре Мейерхольда в постановке Виктора Рыжакова, номинировавшимся на театральную премию «Золотая маска» (2019) сразу в пяти категориях.
Фильм снят за восемь дней — снимали большие, длиною в час-полтора, дубли, сразу с десяти камер с нескольких точек, без перестановки камер и света, без репетиций.
Играющие роли мужа и жены Андрей Бурковский и Юлия Пересильд в определённом смысле повторяют свои главные роли бездетной семейной пары в вышедшем в том же году фильме «Молоко».

## Критика
Киновед Сергей Кудрявцев, рассматривая фильмографию режиссёра Бориса Хлебникова (по состоянию на 2024 год), оценил фильм как его самый слабый, поставив фильму 1 балл из 10.

## Рецензии
- Элина Иремашвили — Отчуждение. «Солнечная линия» Бориса Хлебникова — в Сети // Литературная газета, № 4 (6818) от 26 января 2022
- Екатерина Визгалова — Солнечная линия": Никто не вудиаллен // Кино-Театр.ру, 5 января 2022
- Жанна Сергеева — После кинопремьеры. Не линяет только солнечный зайчик // Экран и сцена, № 1 за 2022